# İmişli (raion)
İmişli est l'une des 78 subdivisions de l'Azerbaïdjan. Sa capitale est İmişli.

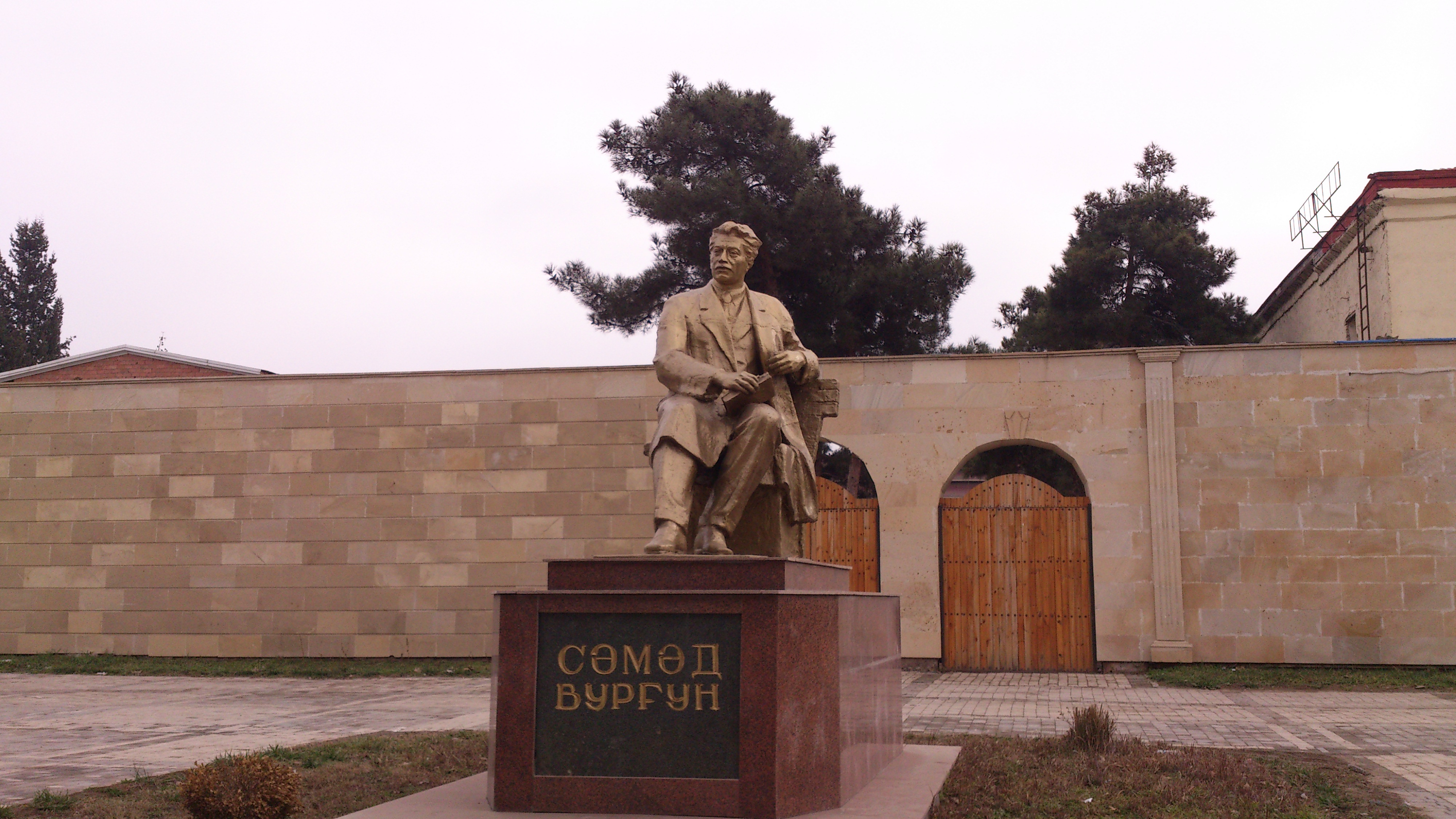
SAMAD VURGUN